# Coupe d'Angleterre de football 1992-1993
Navigation
Coupe d'Angleterre 1991-1992 Coupe d'Angleterre 1993-1994
La Coupe d'Angleterre de football 1992-1993 est la 112e édition de la Coupe d'Angleterre de football. Arsenal remporte sa sixième Coupe d'Angleterre de football au détriment de Sheffield Wednesday sur le score de 2-1 après prolongation, au cours d'une finale jouée dans l'enceinte du stade de Wembley à Londres. La  victoire du club londonien est obtenue lors d'un match rejoué à la suite d'une première finale se soldant par un 1-1 après prolongation entre les deux clubs finalistes.

## Quatrième tour
|                                         | Équipe 1                | Score | Équipe 2               |
| --------------------------------------- | ----------------------- | ----- | ---------------------- |
| 1                                       | Nottingham Forest       | 1–1   | Middlesbrough          |
| rejoué                                  | Middlesbrough           | 0–3   | Nottingham Forest      |
| 2                                       | Aston Villa             | 1–1   | Wimbledon              |
| rejoué                                  | Wimbledon               | 0–0   | Aston Villa            |
| Wimbledon s'impose 6–5 aux tirs au but. |                         |       |                        |
| 3                                       | Sheffield Wednesday     | 1–0   | Sunderland             |
| 4                                       | Wolverhampton Wanderers | 0–2   | Bolton Wanderers       |
| 5                                       | Crewe Alexandra         | 0–3   | Blackburn Rovers       |
| 6                                       | Luton Town              | 1–5   | Derby County           |
| 7                                       | Sheffield United        | 1–0   | Hartlepool United      |
| 8                                       | Tranmere Rovers         | 1–2   | Ipswich Town           |
| 9                                       | Queens Park Rangers     | 1–2   | Manchester City        |
| 10                                      | Barnsley                | 4–1   | West Ham United        |
| 11                                      | Manchester United       | 1–0   | Brighton & Hove Albion |
| 12                                      | Norwich City            | 0–2   | Tottenham Hotspur      |
| 13                                      | Huddersfield Town       | 1–2   | Southend United        |
| 14                                      | Arsenal                 | 2–2   | Leeds United           |
| rejoué                                  | Leeds United            | 2–3   | Arsenal                |
| 15                                      | Rotherham United        | 1–1   | Newcastle United       |
| rejoué                                  | Newcastle United        | 2–0   | Rotherham United       |
| 16                                      | Swansea City            | 0–0   | Grimsby Town           |
| rejoué                                  | Grimsby Town            | 2–0   | Swansea City           |

## Cinquième tour
|   | Équipe 1            | Score | Équipe 2          |
| - | ------------------- | ----- | ----------------- |
| 1 | Blackburn Rovers    | 1–0   | Newcastle United  |
| 2 | Sheffield Wednesday | 2–0   | Southend United   |
| 3 | Derby County        | 3–1   | Bolton Wanderers  |
| 4 | Sheffield United    | 2–1   | Manchester United |
| 5 | Ipswich Town        | 4–0   | Grimsby Town      |
| 6 | Tottenham Hotspur   | 3–2   | Wimbledon         |
| 7 | Manchester City     | 2–0   | Barnsley          |
| 8 | Arsenal             | 2–0   | Nottingham Forest |

## Quarts de finale
|                                                | Équipe 1            | Score | Équipe 2            |
| ---------------------------------------------- | ------------------- | ----- | ------------------- |
| 1                                              | Blackburn Rovers    | 0–0   | Sheffield United    |
| rejoué                                         | Sheffield United    | 2–2   | Blackburn Rovers    |
| Sheffield United s'impose 5–3 aux tirs au but. |                     |       |                     |
| 2                                              | Derby County        | 3–3   | Sheffield Wednesday |
| rejoué                                         | Sheffield Wednesday | 1–0   | Derby County        |
| 3                                              | Ipswich Town        | 2–4   | Arsenal             |
| 4                                              | Manchester City     | 2–4   | Tottenham Hotspur   |

## Demi-finales
| 3 avril 1993 16:00 BST | Sheffield Wednesday | 2–1 | Sheffield United | Wembley Stadium, Londres |                      |
|                        | Bright Waddle       |     | Cork             | Spectateurs : 75 364     | Spectateurs : 75 364 |

| 4 avril 1993 | Arsenal | 1–0 | Tottenham Hotspur | Wembley Stadium, Londres |                      |
|              | Adams   |     |                   | Spectateurs : 76 263     | Spectateurs : 76 263 |

## Finale
| Titulaires : |  |
| |  |
| 1 David Seaman · 2 Lee Dixon · 5 Andy Linighan · 6 Tony Adams (c) · 3 Nigel Winterburn · 10 Paul Merson · 14 Paul Davis · 17 John Jensen · 7 Ray Parlour 66e · 9 Kevin Campbell · 8 Ian Wright 90e · |  |
| Remplaçants : |  |
| 25 David O'Leary 90e · 9 Alan Smith 66e · |  |
| Entraîneur : |  |
| George Graham |  |

| Titulaires : |  |
| |  |
| 1 Chris Woods · 2 Roland Nilsson · 3 Nigel Worthington · 4 Carlton Palmer · 6 Viv Anderson (c) 85e · 8 Chris Waddle 112e · 15 John Harkes · 11 John Sheridan · 9 Paul Warhurst · 10 Mark Bright · 5 David Hirst · |  |
| Remplaçants : |  |
| 14 Chris Bart-Williams 112e · 17 Graham Hyde 85e · |  |
| Entraîneur : |  |
| Trevor Francis |  |

| Titulaires : |  |
| |  |
| 1 David Seaman · 2 Lee Dixon · 5 Andy Linighan · 6 Tony Adams (c) · 3 Nigel Winterburn · 10 Paul Merson · 14 Paul Davis · 17 John Jensen · 7 Ray Parlour 66e · 9 Kevin Campbell · 8 Ian Wright 90e · |  |
| Remplaçants : |  |
| 25 David O'Leary 90e · 9 Alan Smith 66e · |  |
| Entraîneur : |  |
| George Graham |  |

| Titulaires : |  |
| |  |
| 1 Chris Woods · 2 Roland Nilsson · 3 Nigel Worthington · 4 Carlton Palmer · 6 Viv Anderson (c) 85e · 8 Chris Waddle 112e · 15 John Harkes · 11 John Sheridan · 9 Paul Warhurst · 10 Mark Bright · 5 David Hirst · |  |
| Remplaçants : |  |
| 14 Chris Bart-Williams 112e · 17 Graham Hyde 85e · |  |
| Entraîneur : |  |
| Trevor Francis |  |

| Arsenal | Sheffield Wednesday |

### Match à rejouer
| Titulaires : |  |
| |  |
| 1 David Seaman · 2 Lee Dixon · 5 Andy Linighan · 6 Tony Adams (c) · 3 Nigel Winterburn · 10 Paul Merson · 14 Paul Davis · 17 John Jensen · 7 Ray Parlour · 9 Kevin Campbell · 8 Ian Wright 81e · |  |
| Remplaçants : |  |
| 25 David O'Leary 81e · 4 Ian Selley · |  |
| Entraîneur : |  |
| George Graham |  |

| Titulaires : |  |
| |  |
| 1 Chris Woods · 2 Roland Nilsson 118e · 3 Nigel Worthington · 4 Carlton Palmer (c) · 7 Danny Wilson 62e · 8 Chris Waddle · 15 John Harkes · 11 John Sheridan · 9 Paul Warhurst · 10 Mark Bright · 5 David Hirst · |  |
| Remplaçants : |  |
| 14 Chris Bart-Williams 118e · 17 Graham Hyde 62e · |  |
| Entraîneur : |  |
| Trevor Francis |  |

| Titulaires : |  |
| |  |
| 1 David Seaman · 2 Lee Dixon · 5 Andy Linighan · 6 Tony Adams (c) · 3 Nigel Winterburn · 10 Paul Merson · 14 Paul Davis · 17 John Jensen · 7 Ray Parlour · 9 Kevin Campbell · 8 Ian Wright 81e · |  |
| Remplaçants : |  |
| 25 David O'Leary 81e · 4 Ian Selley · |  |
| Entraîneur : |  |
| George Graham |  |

| Titulaires : |  |
| |  |
| 1 Chris Woods · 2 Roland Nilsson 118e · 3 Nigel Worthington · 4 Carlton Palmer (c) · 7 Danny Wilson 62e · 8 Chris Waddle · 15 John Harkes · 11 John Sheridan · 9 Paul Warhurst · 10 Mark Bright · 5 David Hirst · |  |
| Remplaçants : |  |
| 14 Chris Bart-Williams 118e · 17 Graham Hyde 62e · |  |
| Entraîneur : |  |
| Trevor Francis |  |

| Arsenal | Sheffield Wednesday |